# Кейнівілл (Кентуккі)
Кейнівілл (англ. Caneyville) — місто (англ. city) в США, в окрузі Ґрейсон штату Кентуккі. Населення — 529 осіб (2020).

## Географія
Кейнівілл розташований за координатами 37°25′23″ пн. ш. 86°29′58″ зх. д. / 37.42306° пн. ш. 86.49944° зх. д. (37.423011, -86.499353).  За даними Бюро перепису населення США в 2010 році місто мало площу 4,22 км², з яких 4,20 км² — суходіл та 0,03 км² — водойми.

## Демографія
Згідно з переписом 2010 року, у місті мешкало 608 осіб у 255 домогосподарствах у складі 162 родин. Густота населення становила 144 особи/км².  Було 301 помешкання (71/км²).
Расовий склад населення:
| - 97,2 % — білих - 0,8 % — чорних або афроамериканців - 0,3 % — корінних американців |

До двох чи більше рас належало 1,2 %. Частка іспаномовних становила 0,8 % від усіх жителів.
За віковим діапазоном населення розподілялося таким чином: 26,2 % — особи молодші 18 років, 57,8 % — особи у віці 18—64 років, 16,0 % — особи у віці 65 років та старші. Медіана віку мешканця становила 36,9 року. На 100 осіб жіночої статі у місті припадало 99,3 чоловіків;  на 100 жінок у віці від 18 років та старших — 88,7 чоловіків також старших 18 років.
Середній дохід на одне домашнє господарство  становив 37 823 долари США (медіана — 27 946), а середній дохід на одну сім'ю — 41 854 долари (медіана — 35 208). Медіана доходів становила 31 875 доларів для чоловіків та 20 938 доларів для жінок. За межею бідності перебувало 28,1 % осіб, у тому числі 28,2 % дітей у віці до 18 років та 25,0 % осіб у віці 65 років та старших.
Цивільне працевлаштоване населення становило 238 осіб. Основні галузі зайнятості: роздрібна торгівля — 18,5 %, будівництво — 15,1 %, транспорт — 12,2 %, освіта, охорона здоров'я та соціальна допомога — 10,5 %.